# Pronsk
Pronsk, in russo Пронск?, è un insediamento di tipo urbano della Russia, dell'oblast' di Rjazan', che sorge sulle rive del Pronja, da cui il toponimo. Capoluogo del Pronskij rajon, viene menzionata per la prima volta nel 1131 sulla Cronaca di Nikon. Fu capitale del Principato di Pronsk durante il XII secolo, nel 1926 ottenne lo status di città e nel 1958 quello di insediamento di tipo urbano.